# Alsophila umbrata
Alsophila umbrata är en fjärilsart som beskrevs av Hein. 1916. Alsophila umbrata ingår i släktet Alsophila och familjen mätare. Inga underarter finns listade i Catalogue of Life.